# Liste der Eingemeindungen in die Stadt Frohburg

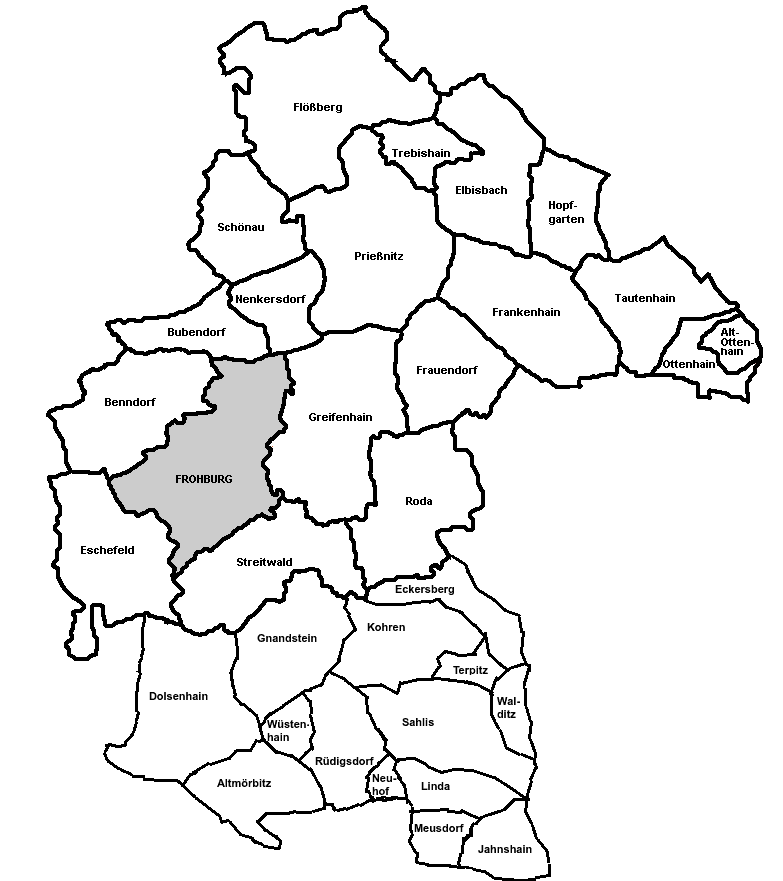
Flurgrenzen der Stadt Frohburg seit 2018

Mit der Eingemeindung von Kohren-Sahlis als derzeit letzte Eingemeindung in die Stadt Frohburg gehört die Stadt zu den flächengrößten Städten in Sachsen.
In der ersten Tabelle stehen alle ehemaligen Gemeinden, die direkt nach Frohburg eingemeindet wurden. Die ehemalige Gemeindefläche ist oft nicht nachweisbar. Die Gemeinden, die am selben Tag eingemeindet wurden, werden in alphabetischer Reihenfolge aufgeführt.
In der zweiten Tabelle stehen die ehemals selbständigen Gemeinden in alphabetischer Reihenfolge, die (zunächst) nicht in die Stadt Frohburg, sondern in eine andere Gemeinde eingegliedert wurden.

## Eingemeindungen in die Stadt Frohburg
Die Eingemeindungen fanden am 4. April 1973 (Streitwald), am 1. April 1995 (Greifenhain), am 1. Januar 1999 (vier Gemeinden), am 1. Januar 2009 (Eulatal) und am 1. Januar 2018 (Kohren-Sahlis) statt.
| Ehemalige Gemeinde | Datum      | Zuwachs in ha | Nachweis |
| ------------------ | ---------- | ------------- | -------- |
| Streitwald         | 04.04.1973 |               | [ 1 ]    |
| Greifenhain        | 01.04.1995 | 920           | [ 2 ]    |
| Benndorf           | 01.01.1997 |               | [ 2 ]    |
| Eschefeld          | 01.01.1999 |               | [ 2 ]    |
| Frauendorf         | 01.01.1999 |               | [ 2 ]    |
| Nenkersdorf        | 01.01.1999 |               | [ 2 ]    |
| Roda               | 01.01.1999 |               | [ 2 ]    |
| Eulatal            | 01.01.2009 | 4733          | [ 2 ]    |
| Kohren-Sahlis      | 01.01.2018 | 3680          | [ 2 ]    |

## Eingemeindungen in selbständige Orte, die später in die Stadt Frohburg eingemeindet wurden
Die Eingemeindungen fanden in der Zeit vom 1. April 1934 bis zum 1. Januar 1999 statt.
| Ehemalige Gemeinde               | Datum      | Anmerkung                                                      | Nachweis    |
| -------------------------------- | ---------- | -------------------------------------------------------------- | ----------- |
| Altmörbitz                       | 01.01.1996 | Eingemeindung nach Kohren-Sahlis                               | [ 2 ]       |
| Bubendorf                        | 01.10.1948 | Eingemeindung nach Benndorf                                    | [ 1 ] [ 3 ] |
| Dolsenhain                       | 01.01.1996 | Eingemeindung nach Kohren-Sahlis                               | [ 2 ]       |
| Elbisbach (mit Wüst-Kaisershain) | 01.01.1974 | Eingemeindung nach Prießnitz                                   | [ 1 ]       |
| Flößberg                         | 01.01.1994 | Zusammenschluss mit vier weiteren Gemeinden zu Eulatal         | [ 2 ]       |
| Frankenhain                      | 01.01.1994 | Zusammenschluss mit vier weiteren Gemeinden zu Eulatal         | [ 2 ]       |
| Gnandstein                       | 01.01.1996 | Eingemeindung nach Kohren-Sahlis                               | [ 2 ]       |
| Hermsdorf                        | 01.04.1934 | Eingemeindung nach Frauendorf                                  | [ 4 ]       |
| Hopfgarten                       | 01.01.1994 | Zusammenschluss mit vier weiteren Gemeinden zu Eulatal         | [ 2 ]       |
| Jahnshain                        | 01.01.1999 | Eingemeindung nach Kohren-Sahlis                               | [ 2 ]       |
| Kleineschefeld                   | 1934       | Eingemeindung nach Eschefeld                                   | [ 5 ]       |
| Kohren                           | 01.07.1934 | Zusammenschluss mit Sahlis zu Kohren-Sahlis                    | [ 6 ]       |
| Linda                            | 01.07.1950 | Eingemeindung nach Jahnshain                                   | [ 1 ]       |
| Meusdorf                         | 01.07.1950 | Eingemeindung nach Jahnshain                                   | [ 1 ]       |
| Neuhof                           | 01.07.1895 | Zusammenschluss mit Pflug und Rüdigsdorf zu Rüdigsdorf-Neuhof  | [ 4 ]       |
| Niederfrankenhain                | 01.07.1950 | Zusammenschluss mit Oberfrankenhain zu Frankenhain             | [ 1 ] [ 3 ] |
| Oberfrankenhain                  | 01.07.1950 | Zusammenschluss mit Niederfrankenhain zu Frankenhain           | [ 1 ] [ 3 ] |
| Ottenhain                        | 01.07.1934 | Eingemeindung nach Tautenhain                                  | [ 4 ]       |
| Pflug                            | 01.07.1895 | Zusammenschluss mit Neuhof und Rüdigsdorf zu Rüdigsdorf-Neuhof | [ 4 ]       |
| Prießnitz                        | 01.01.1994 | Zusammenschluss mit vier weiteren Gemeinden zu Eulatal         | [ 2 ]       |
| Rüdigsdorf                       | 01.07.1895 | Zusammenschluss mit Neuhof zu Rüdigsdorf-Neuhof                | [ 4 ]       |
| Rüdigsdorf-Neuhof                | 01.07.1950 | Eingemeindung nach Kohren-Sahlis                               | [ 1 ]       |
| Sahlis                           | 01.07.1934 | Zusammenschluss mit Kohren zu Kohren-Sahlis                    | [ 6 ]       |
| Schönau                          | 01.10.1948 | Eingemeindung nach Nenkersdorf                                 | [ 1 ] [ 3 ] |
| Tautenhain                       | 01.01.1994 | Zusammenschluss mit vier weiteren Gemeinden zu Eulatal         | [ 2 ]       |
| Terpitz                          | 01.10.1948 | Eingemeindung nach Kohren-Sahlis                               | [ 1 ]       |
| Trebishain                       | 01.09.1948 | Eingemeindung nach Prießnitz                                   | [ 1 ] [ 3 ] |
| Walditz                          | 01.10.1948 | Eingemeindung nach Kohren-Sahlis                               | [ 1 ]       |
| Wolftitz                         | 01.04.1934 | Eingemeindung nach Streitwald                                  | [ 4 ]       |
| Wüst-Eckersberg                  | 1948       | Umgliederung von Geithain, Ortsteil Theusdorf                  |             |
| Wüstenhain                       | 01.10.1948 | Eingemeindung nach Gnandstein                                  | [ 1 ]       |

Zwischen 1895 und 1950 wurde die Gemeinde Rüdigsdorf-Neuhof in Rüdigsdorf umbenannt.